# Lago Pirocchi
Der Lago Pirocchi ist ein 300 m langer, 190 m breiter und permanent zugefrorener See an der Scott-Küste des ostantarktischen Viktorialands. Er liegt 3,3 km nordöstlich des Mount Gerlache und östlich der Terra Nova Bay.
Vittorio Libera untersuchte den See bei einer von 1988 bis 1989 durchgeführten italienischen Antarktisexpedition. Italienische Wissenschaftler benannten ihn 1997 nach Livio Pirocchi (1909–1985), Direktor des staatlichen italienischen Instituts für Hydrobiologie in Pallanza am Lago Maggiore (heute Consiglio Nazionale delle Ricerche) von 1967 bis 1979.